# Proviande
Proviande ist die Branchenorganisation der Schweizer Fleischwirtschaft in der rechtlichen Form einer Genossenschaft mit Sitz in Bern. Die Mitglieder von Proviande sind nationale Organisationen entlang der gesamten Wertschöpfungskette Fleisch. Proviande vereinigt unter einem Dach Produzenten, Viehhandel, Verarbeiter von Schlachtvieh, Fleisch und Schlachtnebenprodukten sowie den Detailhandel, die Importeure und Exporteure. «Schweizer Fleisch» ist als registrierte Marke ein Produkt von Proviande.

## Geschichte
Proviande wurde 1949 als Schweizerische Genossenschaft für Schlachtvieh- und Fleischversorgung (GSF) gegründet.
Mit dem neuen Landwirtschaftsgesetz von 1998 erfolgte die Revision der Schlachtviehverordnung und die GSF wurde durch die privatrechtlich organisierte Genossenschaft Proviande ersetzt.

## Leitung
Erster Präsident wurde Georg Rutishauser, welcher die Stelle bis 1955 innehatte. Seit 2016 wird Proviande von Markus Zemp präsidiert, welcher die Stelle bereits von 2003 bis 2008 innehatte.
Direktor ist seit 2008 Heinrich Bucher. Auf Mitte 2025 tritt er altershalber zurück. Donat Schneider, ehemaliger Geschäftsführer von Aaremilch,  wird seinen Posten per 1. Juli 2025 übernehmen.

## Aufgaben
Zu den Aufgaben von Proviande gehören unter anderem die neutrale Qualitätseinstufung von Schlachtkörpern in den Schlachtbetrieben und von Lebendtieren auf den Schlachtviehmärkten sowie die Organisation und Durchführung solcher öffentlicher Märkte. Auch die Marketingkommunikation „Schweizer Fleisch“, die Erstellung und Publikation von Fleischstatistiken und der DNA-Herkunfts-Check für die Branchenmitglieder sind Aufgaben von Proviande.
Proviande setzt zudem die Bestimmungen der Herkunftsmarke SUISSE GARANTIE im Branchenreglement Fleisch um.
Gemäss ihren Statuten
- fördert Proviande eine qualitativ hochstehende und wettbewerbsfähige Fleischwirtschaft in der Schweiz,
- stellt Proviande die repräsentative Vertretung der Organisationen und Institutionen der schweizerischen Fleischwirtschaft sicher,
- fördert Proviande als nationales Kompetenzzentrum für Schlachtvieh und Fleisch die Zusammenarbeit unter den Marktpartnern und vertritt Branchenanliegen gegen aussen,
- erfüllt Proviande Leistungsaufträge des Bundes,
- ist Proviande verantwortlich für die Marketingkommunikation von Schweizer Fleisch im In- und Ausland unter der Marke «Schweizer Fleisch»,
- erbringt Proviande Dienstleistungen für ihre Mitglieder und nimmt im Interesse der Branche weitere Aufgaben wahr.

Sie ist zentrale Anlaufstelle bei Anliegen und Fragen zu Fleisch als Nahrungsmittel, zum Schlachtvieh- und Fleischmarkt im Inland und zu Fragen rund um die Absatzförderung von Schweizer Fleischspezialitäten im In- und Ausland.

## Leistungsauftrag des Bundes
Proviande erfüllt einen Leistungsauftrag des Bundes für Vollzugsaufgaben, übernimmt verschiedene Projekte im Dienst der Branche, fördert das positive Image von Schweizer Fleisch und setzt sich für optimale Rahmenbedingungen zugunsten einer erfolgreichen Fleischwirtschaft ein.
Proviande agiert entlang der gesamten Wertschöpfungskette Fleisch in drei Geschäftsfeldern:
- Der Geschäftsbereich Klassifizierung & Märkte erfüllt unter anderem einen Leistungsauftrag des Bundes auf den Schlachtviehmärkten und in den Schlachtbetrieben.
- Der Geschäftsbereich Marketingkommunikation «Schweizer Fleisch» fördert das Image von einheimischen Fleischprodukten.
- Der Geschäftsbereich Dienstleistungen analysiert den Fleischmarkt, leitet den DNA-Herkunfts-Check und erfüllt weitere Dienstleistungen für die Branche.

### Klassifizierung & Märkte
Der Geschäftsbereich Klassifizierung & Märkte führt im Auftrag des Bundes die neutrale Qualitätseinstufung von Lebendtieren und Schlachtkörpern durch, überwacht die öffentlichen Schlachtviehmärkte, kontrolliert die Ermittlung des Schlachtgewichts, arbeitet bei internen und externen Projekten mit und leitet Aus- und Weiterbildungskurse. Er ist von der Schweizerischen Akkreditierungsstelle SAS akkreditiert und alle Mitarbeitenden, welche die Qualität neutral beurteilen und das Einhalten der Schlachtgewichtsverordnung überwachen, sind lizenziert.

#### Qualitätseinstufung
Proviande beurteilt an den öffentlichen Rindvieh- und Schafmärkten die Qualität der aufgeführten Tiere vor der Versteigerung mit der visuellen CH-TAX-Schätzmethode. In den grösseren Schlachtbetrieben beurteilt sie nach dem gleichen System die Schlachtkörper der Rindvieh-, Schaf-, Pferde- und Ziegengattung und – in den meisten Fällen elektronisch – den Magerfleischanteil der Schlachtkörper von Schweinen.

#### Preisberichterstattung
Jede Woche führt Proviande die Preisberichterstattung für die QM-Wochenpreistabellen durch. Dazu werden bei den Produzentenorganisationen, beim Schlachtviehhandel sowie bei Schlacht- und Verarbeitungsbetrieben die aktuellen Preise nachgefragt und mit einem Faktor gewichtet. An den öffentlichen Märkten sind diese Preise verbindlich und dienen der gesamten Branche zusätzlich als Richtwert.

#### Einhaltung der Ausschlachtungsbestimmungen
Die Schlachtgewichte von Tieren der Rindvieh-, Schweine-, Pferde-, Schaf- und Ziegengattung müssen gemäss der Schlachtgewichtsverordnung (SVG) ermittelt werden. Im Rahmen des Leistungsauftrages erfüllt Proviande auch diese Aufgabe und wacht über die Einhaltung der Ausschlachtungsbestimmungen.

### Marketingkommunikation «Schweizer Fleisch»
Der Geschäftsbereich Marketingkommunikation «Schweizer Fleisch» fördert im Interesse aller Mitglieder (Produzenten, Verwerter, Endverkauf) das Vertrauen in die einheimische Fleischerzeugung vom Stall bis auf den Teller und damit den Absatz von Schweizer Fleisch. Die Kommunikationsmassnahmen im Rahmen der Absatzförderung des Bundes für landwirtschaftliche Produkte bewirken eine hohe Wertschätzung, differenzieren inländisches Fleisch gegenüber dem ausländischen, erklären den höheren Preis von Schweizer Fleisch und vermitteln ein Stück Schweizer Kultur.
"Schweizer Fleisch" wurde im Februar 2021 Opfer einer Fake-Kampagne von Greenpeace. Entgegen der Behauptung, die Landwirtschaft würde schöngeredet, stützt sich die Marketingkommunikation von Schweizer Fleisch auf die offiziellen Zahlen des Bundes.

### Dienstleistungen
Mit dem DNA-Herkunfts-Check für Schweizer Rind- und Kalbfleisch überprüft Proviande anhand von Referenzproben aus den Schlachtbetrieben die Fleischherkunft im Detailhandel. Damit kann jederzeit nachgewiesen werden, dass Fleisch und Fleischprodukte mit Schweizer Herkunftsdeklaration auch wirklich von Tieren stammen, die in der Schweiz gehalten und geschlachtet wurden.

## Organisation
Oberstes Organ von Proviande ist die Generalversammlung. Jedes Genossenschaftsmitglied hat eine Stimme.
Der Verwaltungsrat setzt sich aus je sechs Vertretern von Organisationen der Produzenten und der Vermittler und Verwerter sowie deren Stellvertretern zusammen. Ohne Stimmrecht vertreten sind auch die Konsumenten und die Gastronomie. Dem Verwaltungsrat steht ein neutraler Präsident vor.
Die Geschäftsleitung nimmt unter der Führung des Direktors Heinrich Bucher die Gesamtleitung wahr. Ihr obliegt die operative Geschäftsführung der Genossenschaft gemäss den Richtlinien und Weisungen des Verwaltungsrates.
Die Geschäftsstelle ist in vier Geschäftsbereiche und eine Stabsstelle gegliedert und beschäftigt knapp 100 Personen im Innen- und Aussendienst.

### Genossenschaftsmitglieder

#### Produzenten
- Anicom AG, Bern
- Fromarte[20], Bern
- Interessengemeinschaft öffentliche Märkte[21], Brugg
- Schweizer Bauernverband, Brugg
- Schweizer Geflügelproduzenten[22], Grünenmatt
- Schweizer Kälbermäster-Verband[23], Brugg
- Schweizer Milchproduzenten, Bern
- Schweizer Rindviehproduzenten[24], Brugg
- Schweizerischer Schafzuchtverband[25], Niederönz
- Suisseporcs[26], Sempach
- Swiss Beef CH[27], Brugg

#### Verwerter und Vermittler
- Bell Schweiz AG, Basel
- Centravo AG, Lyss
- Coop, Basel
- GVFI International AG, Basel
- Micarna SA, Courtepin
- Migros-Genossenschafts-Bund, Zürich
- Schweizer Fleisch-Fachverband, Zürich[28]
- Schweizerische Schweinehandelsvereinigung, Stetten
- Schweizerischer Verband von Comestibles-Importeuren und -Händlern SIC, Pratteln
- Schweizerischer Viehhändler Verband, Chur
- VB Food International AG, Brüttisellen
- Verband schweizerischer Geflügel- und Wildimporteure, Oensingen

### Verwaltungsrat und Präsidium
Der Verwaltungsrat (VR) von Proviande leitet, beaufsichtigt und kontrolliert die Geschäftsführung. Dem VR obliegt insbesondere die Festlegung der Unternehmensziele und der Unternehmensstrategie.
Präsident ist Markus Zemp, das Amt des Vizepräsidenten hat Oliver Engeli inne.

## Finanzierung
Proviande finanziert sich durch Erfüllung des Leistungsauftrages für das Bundesamt für Landwirtschaft, Umsetzung von Programmen und Projekten im Rahmen der Verordnung über die Unterstützung der Absatzförderung für Landwirtschaftsprodukte sowie Dienstleistungen für Dritte.
Hinzu kommen jährliche Beiträge der Genossenschafter und Ausgabe von Anteilscheinen.

## Kritik
Die Schweizerische Lauterkeitskommission hat Proviande bereits mehrfach gerügt, u. a. wegen der Suggestion in einem Werbeartikel auf dem Nachrichtenportal Watson, welcher suggerierte, Nutztiere hätten es in der Schweiz besser als im Ausland.